# Dirk Maxeiner

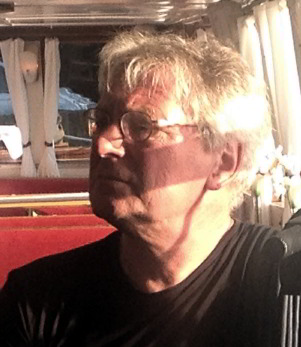
Dirk Maxeiner, Berlin 2015

Dirk Maxeiner (* 1953 in Wittlich) ist ein deutscher Journalist und Publizist.

## Werdegang
Maxeiner begann seine journalistische Laufbahn bei der Motor Presse in Stuttgart. Danach war er Redakteur beim Magazin Stern und arbeitete als Chefredakteur des Pariser Stadtmagazins Pariser Luft. Später entwickelte und leitete er das Umweltmagazin Chancen. Von 1989 bis 1993 war Maxeiner Chefredakteur des Umweltmagazins Natur. Seitdem arbeitet er als freier Publizist für zahlreiche Medien in Deutschland und Europa.

## Tätigkeitsfelder
Schwerpunkt seiner Tätigkeit sind Themen aus Wissenschaft, Ökologie und Politik. Mehrere seiner Veröffentlichungen befassen sich auch mit Motorsport. Artikel von Maxeiner erschienen in zahlreichen Zeitungen, Zeitschriften und Magazinen sowie im Hörfunk. Gemeinsam mit Michael Miersch verfasst er eine wöchentliche Kolumne für die Tageszeitung Die Welt und schrieb mehrere Sachbücher zu politischen und ökologischen Themen.
Maxeiner war bis 2012 redaktioneller Mitarbeiter des Schweizer Wochenmagazins Die Weltwoche. Außerdem ist er Geschäftsführer und regelmäßiger Autor des Weblogs Die Achse des Guten.

## Bücher und Aussagen
Maxeiner wendet sich gegen den wissenschaftlichen Konsens zur globalen Erwärmung, dessen Vertretern er einen „hysterischen“ Umgang mit Umweltproblemen („Alarmismus“) vorwirft. Seiner Ansicht nach führt dieser zur Bildung von Mythen, die dann zur Grundlage politischer Entscheidungen gemacht würden („Ökologismus“). Maxeiner und Miersch weisen dabei auf ein angebliches „Stagnieren der Welttemperatur seit über 17 Jahren“ hin und stellen die Behauptung auf, eine Änderung der Sonnenaktivität sei Ursache der Erwärmung seit Mitte des letzten Jahrhunderts. In einer Publikation des Umweltbundesamtes wurde Maxeiner deshalb als ein wissenschaftlichem Konsens widersprechender „Klimawandelskeptiker“ bezeichnet. Eine Klage Maxeiners dagegen wurde im November 2015 vom Verwaltungsgericht abgewiesen, da die Aussagen des Umweltbundesamtes „sachlich, nicht verfälschend und nicht überzogen“ seien. Unterstützung erhielt Maxeiner unter anderem durch Henryk M. Broder, mit dem er gemeinsam den Weblog Die Achse des Guten herausgibt.

## Rezeption
Der Umwelthistoriker Frank Uekötter attestierte Maxeiner und seinem Co-Autoren Michael Miersch, nach ihrem Ausscheiden aus der Redaktion des Magazins Natur 1993 „eine Art Planstelle ‚Ätzende Kritik‘ für sich monopolisiert“ zu haben. Seither investierten sie „einen Gutteil ihrer intellektuellen Energie darin, mit Renegateneifer über Irrtümer und Verfehlungen der Umweltbewegung herzuziehen“. Getrieben „von einer Lust am politisch Unkorrekten“ sei „der empörte Aufschrei der Gegenseite“ fest eingeplant, wobei sie verglichen mit den 1990ern „einen zunehmend schrillen Tonfall“ nutzten, „der jede Diskussion im Keim erstickt.“ Besonders kritisierte er, dass Maxeiner und Miersch „den Ökologismus“ pauschal zu einer Form des religiösen Fundamentalismus erklärten. Letztendlich laufe ihre Kritik darauf hinaus, „die Umweltbewegung als eine Gruppe unverbesserlicher Hysteriker darzustellen“.

## Preise und Ehrungen
- Ludwig-Erhard-Preis für Wirtschaftspublizistik (2005)
- Preis Lesen für die Umwelt (2003)
- Wissenschaftsbuch des Jahres (2000)
- Preis für hervorragende Umweltkommunikation (1997)
- Wissenschaftsbuch des Jahres (1996)

## Veröffentlichungen
- mit Hans Georg Isenberg: Die schnellsten Autos der Welt, Falken Verlag, Niedernhausen.
- mit Hans Georg Isenberg: Die rasantesten Rallyes der Welt, Falken Verlag, Niedernhausen.
- mit Hans G. Lehmann: Testfahrer und Autospione. Abenteuer mit geheimen Automobilen., Stuttgart: Motorbuch Verlag, 1985, ISBN 978-3-613-01022-2.
- mit Michael Miersch: Öko-Optimismus, Metropolitan Verlag, Düsseldorf 1996, ISBN 3-89623-018-2
- mit Michael Miersch: Lexikon  der Öko-Irrtümer – Überraschende Fakten zu Energie, Gentechnik, Gesundheit, Klima, Ozon, Wald und vielen anderen Umweltthemen, Eichborn Verlag, Frankfurt am Main 1998, ISBN 3-8218-0586-2.
- Life Counts – Eine globale Bilanz des Lebens (mit Michael Miersch, Michael Gleich und Fabian Nicolay), Berlin Verlag, Berlin 2000, ISBN 3-8270-0350-4.
- mit Michael Miersch: Das Mephisto-Prinzip – Warum es besser ist, nicht gut zu sein, Eichborn Verlag, Frankfurt am Main 2001, ISBN 3-8218-1636-8.
- mit Michael Miersch: Die Zukunft und ihre Feinde – Wie Fortschrittspessimisten unsere Gesellschaft lähmen, Eichborn Verlag, Frankfurt am Main 2002, ISBN 3-8218-3912-0.
- Schöner Denken – Wie man politisch unkorrekt ist, (mit Josef Joffe, Michael Miersch, Henryk M. Broder), Piper Verlag, München 2007, ISBN 978-3-492-05016-6.
- Hurra, wir retten die Welt! Wie Politik und Medien mit der Klimaforschung umspringen, WJS-Verlag, Berlin 2007, ISBN 978-3-937989-29-7.
- mit Michael Miersch: Biokost & Ökokult. Welches Essen ist wirklich gut für uns und unsere Umwelt, Piper Verlag München 2008, ISBN 978-3-492-05100-2.
- mit Michael Miersch: Alles grün und gut? Eine Bilanz des ökologischen Denkens, Albrecht Knaus Verlag, München 2014, ISBN 978-3-8135-0650-1.